# Coaña
Coaña (Eonavian: Cuaña) là một đô thị trong cộng đồng tự trị của Công quốc Asturias, Tây Ban Nha.

## Giáo khu
- Cartavio
- Coaña
- Folgueras
- Mohías
- Trelles
- Villacondide